# Кожани (Бардјејов)
Кожани (слч. Kožany) насељено је мјесто са административним статусом сеоске општине (слч. obec) у округу Бардјејов, у Прешовском крају, Словачка Република.

## Становништво
| Година:    | 1994. | 2004.   | 2014.    | 2024.    |
| ---------- | ----- | ------- | -------- | -------- |
| Број људи: | 128   | 138     | 119      | 102      |
| Разлика:   |       | +7,81 % | -13,76 % | -14,28 % |

| Година:    | 2023. | 2024.   |
| ---------- | ----- | ------- |
| Број људи: | 99    | 102     |
| Разлика:   |       | +3,03 % |

Према подацима о броју становника из 2024. године насеље је имало 102 становника.